# Consonne nasale dentale voisée
La consonne nasale dentale voisée est un son consonantique utilisé dans certaines langues. Le symbole dans l'alphabet phonétique international est [n̪], composé du symbole pour une consonne occlusive nasale alvéolaire voisée, diacrité par le symbole indiquant une dentale.

## Caractéristiques
Voici les caractéristiques de la consonne nasale dentale voisée :
- Son mode d'articulation est occlusif, ce qui signifie qu'elle est produite en obstruant l’air du chenal vocal.
- Son point d’articulation est dental : elle est articulée avec la langue sur les dents inférieures ou supérieures, ou les deux.
- Sa phonation est voisée, ce qui signifie que les cordes vocales vibrent lors de l’articulation.
- C'est une consonne nasale, ce qui signifie que l’air peut s’échapper par le nez.
- C'est une consonne centrale, ce qui signifie qu’elle est produite en laissant l'air passer au-dessus du milieu de la langue, plutôt que par les côtés.
- Son mécanisme de courant d'air est égressif pulmonaire, ce qui signifie qu'elle est articulée en poussant l'air par les poumons et à travers le chenal vocatoire, plutôt que par la glotte ou la bouche.

## En français
Le français possède le [n̪], réalisation du phonème /n/ . Un ‹ n › n’est pas toujours prononcé. Comme dans le mot plan, où le ‹ n › sert à marquer la nasalisation de la voyelle.

## Dans les autres langues
On trouve cette consonne en espagnol dans onda [on̪d̪a] (vague).